# Buddy Holly (cançó)
"Buddy Holly" és el segon senzill de l'àlbum de debut The Blue Album de la banda estatunidenca Weezer. La cançó pertany a l'àlbum homònim conegut com The Blue Album i es va llançar a mitjan any 1994. La cançó era una homenatge a Buddy Holly i fou llançat coincidint amb el dia del seu 58è aniversari, mort el 3 de febrer de 1959. La revista Rolling Stone va situar la cançó en 497a posició en la llista de les 500 millors cançons de tots els temps (The 500 Greatest Songs of All Time).

## Informació
La cançó fou composta per Rivers Cuomo però inicialment no estava convençut d'incloure-la a l'àlbum. Fou el productor Rik Ocasek, que estava convençut del seu èxit, que va convèncer els membres del grup per formar part de l'àlbum i llançar-la com a senzill.
El videoclip, dirigit per Spike Jonze, mostra una actuació del grup el local original Arnold's Drive-In de la famosa sèrie de televisió estatunidenca dels anys 70 Happy Days. En ell s'hi combinaven seqüències del grup amb vídeos originals de la sèrie. A més, alguns dels protagonistes de la sèrie hi van realitzar cameos. El videoclip va esdevenir molt popular a MTV i fou guardonat amb diversos premis MTV Video Music Awards l'any 1995.
El senzill va arribar a la segona posició tant a la llista estatunidenca de rock modern com a la britànica, i va rebre la certificació de disc d'or per la RIAA l'any 2006.
Al llarg dels anys ha estat versionada per diversos grups de música, tant a l'estudi com en directe. Diversos videojocs com Rock Band, SingStar i Guitar Hero On Tour: Decades han inclòs la cançó en el seu repertori.

## Llista de cançons
Senzill promocional només ràdio
1. "Buddy Holly" - 2:40

CD Retail (Regne Unit)
1. "Buddy Holly" - 2:40
2. "My Name Is Jonas" (Live) - 3:40
3. "Surf Wax America" (Live) - 4:09
4. "Jamie" - 4:18

Cassette Retail (Regne Unit) / Senzill 7" (vinil negre) (Regne Unit)
1. "Buddy Holly" - 2:40
2. "Jamie" - 4:18

CD Retail (Austràlia)
1. "Buddy Holly" - 2:40
2. "Holiday"

CD Retail (Països Baixos)
1. "Buddy Holly" - 2:40
2. "Surf Wax America" (Live) - 4:09

Totes les cançons en directe van ser gravades al Horizontal Boogie Bar, de Rochester, Nova York, el 27 de novembre de 1994.

## Posicions en llista
| Llista (1995)                         | Posició |
| ------------------------------------- | ------- |
| UK Singles Chart                      | 12      |
| U.S. Billboard Mainstream Rock Tracks | 36      |
| U.S. Billboard Modern Rock Tracks     | 2       |

## Personal
- Rivers Cuomo – Cantant, guitarra solista
- Patrick Wilson – Percussió
- Brian Bell – Guitarra rítmica, veus addicionals
- Matt Sharp – Baix, veus addicionals